# Aktivierung von Carbonsäuren

Dicyclohexylcarbodiimid (DCC), ein verbreitetes Reagenz zur Aktivierung von Carbonsäuren

Die Aktivierung von Carbonsäuren umfasst verschiedene Methoden mit denen wenig reaktive Carbonsäuren in reaktivere Analoga überführt werden oder ihre Reaktivität anderweitig gesteigert wird.

## Methoden
Carbonsäuren können aktiviert werden, indem sie in reaktivere Analoga überführt werden. Dazu gehören Carbonsäurehalogenide, Anhydride, Imide sowie bestimmte Ester, meist mit stark elektronenziehenden Gruppen. Unter den Säurehalogeniden sind die Säurechloride am verbreitetsten als aktivierte Form von Carbonsäuren. Typische Reagenzien für die Aktivierung von Carbonsäuren durch Überführung in Chloride sind Oxalylchlorid, Thionylchlorid, Phosphortrichlorid, Phosphorpentachlorid und Phosphoroxychlorid. Auch Cyanurchlorid wandelt Carbonsäuren in Chloride um, wobei vermutlich ein reaktiver Arylester als Intermediat auftritt. Die Aktivierung von Carbonsäuren für eine Veresterung gelingt mittels Umwandlung in ein gemischtes Anhydrid durch Umsetzung mit para-Nitrobenzoesäureanhydrid. Dabei kommt zusätzlich Scandiumtriflat als Katalysator zum Einsatz. Die Methode ermöglicht effiziente Veresterungen von Carbonsäuren inklusive der Bildung makrocyclischer Lactone, beispielsweise von Hexadecanolid, aus Hydroxycarbonsäuren. Speziell in der Synthese von Peptiden aus Aminosäuren sind Carbodiimide die Standardreagenzien zur Aktivierung der Carbonsäuregruppen. Als reaktive Intermediate bilden sich Anhydride und Acylharnstoffe. Das meistgenutzte Reagenz dieser Gruppe ist das Dicyclohexylcarbodiimid (DCC).
Ein wichtiges Reagenz zur Aktivierung von Carbonsäuren ist Carbonyldiimidazol, das Imidazolderivate bildet, welche eine ähnliche Reaktivität aufweisen wie Säurechloride. Sie sind jedoch meist kristallin und leichter in der Handhabung als die Chloride. Die aktivierten Imidazol-Verbindungen können in viele andere Gruppen von Carbonyl- und Carboxylverbindungen überführt werden, darunter Aldehyde, Ketone, Ester, Säureamide, Hydrazide, Hydroxamsäuren und Säurechloride. 2-Chlor-N-methylpyridiniumiodid kann mit Carbonsäuren durch Substitution des Chloratoms einen Arylester bilden. Das erhaltene Intermediat kann leicht unter anderem in Ester und Amide überführt werden, wobei 2-Pyridon als Abgangsgruppe abgespalten wird. Carbonsäuren können außerdem durch Lewis-Säuren als Katalysator aktiviert werden. Dafür eignet sich zum Beispiel Titandioxid und insbesondere Niob(V)-oxid.

## Externe Links zu erwähnten Verbindungen
1. ↑  Externe Identifikatoren von bzw. Datenbank-Links zu 2-Chlor-Methylpyridiniumiodid:  CAS-Nr.: 14338-32-0, EG-Nr.: 238-288-7, ECHA-InfoCard: 100.034.792, PubChem: 167069, ChemSpider: 146179, Wikidata: Q27288178.